# Wereldkampioenschappen baanwielrennen 1981
De wereldkampioenschappen baanwielrennen 1981 vonden plaats van 31 augustus tot en met 5 september in Brno, in het Tsjechische gedeelte van Tsjecho-Slowakije. Het was voor het eerst dat de WK op de baan plaatsvonden op Tsjechisch dan wel Slowaaks grondgebied. In totaal vonden er veertien onderdelen plaats; twee bij de vrouwen en twaalf bij de mannen. Bij de mannen waren zeven onderdelen voor amateurs en de andere vijf voor profs toegankelijk. De keirin en puntenkoers waren voor het eerst onderdelen van de WK. Het medailleklassement werd gewonnen door de Oost-Duitsers met zes medailles in totaal, de renners uit de Sovjet-Unie wonnen evenveel medailles; maar op het gebied van gouden deden de Oost-Duitsers het aanzienlijk beter. Gastland Tsjecho-Slowakije won twee medailles en kwam daarmee op een gedeelde zevende plaats in het medailleklassement.

## Uitslagen

### Mannen profs
| Onderdeel     | Goud                             | Zilver                                | Brons                                                  |
| ------------- | -------------------------------- | ------------------------------------- | ------------------------------------------------------ |
| Achtervolging | Alain Bondue                     | Hans-Henrik Ørsted                    | Bert Oosterbosch                                       |
| Keirin        | Danny Clark                      | Guido Bontempi                        | Chiyoshi Kuno                                          |
| Puntenkoers   | Urs Freuler                      | Danny Clark                           | Giuseppe Saronni                                       |
| Sprint        | Koichi Nakano                    | Gordon Singleton                      | Kenji Takahashi                                        |
| Stayeren      | Nederland René Kos Bruno Walrave | Italië Bruno Vicino Domenico De Lillo | Bondsrepubliek Duitsland Wilfried Peffgen Dieter Durst |

### Mannen amateurs
| Onderdeel            | Goud                                                                                  | Zilver                                                                          | Brons                                                                 |
| -------------------- | ------------------------------------------------------------------------------------- | ------------------------------------------------------------------------------- | --------------------------------------------------------------------- |
| 1 kilometer          | Lothar Thomas                                                                         | Fredy Schmidtke                                                                 | Sergej Kopylov                                                        |
| Achtervolging        | Detlef Macha                                                                          | Dainis Liepiņš                                                                  | Maurizio Bidinost                                                     |
| Ploegenachtervolging | Duitse Democratische Republiek Bernd Dittert Axel Grosser Detlef Macha Volker Winkler | Sovjet-Unie Aleksandr Krasnov Alexandr Kulikov Nikolaj Kuznetsov Viktor Manakov | Tsjecho-Slowakije Martin Penc Jiří Pokorný František Raboň Aleš Trčka |
| Puntenkoers          | Lutz Haueisen                                                                         | Leonard Harvey Nitz                                                             | Michael Marcussen                                                     |
| Sprint               | Sergej Kopylov                                                                        | Lutz Hesslich                                                                   | Detlef Uibel                                                          |
| Stayeren             | Nederland Mattheus Pronk Norbert Koch                                                 | Bondsrepubliek Duitsland Rainer Podlesch Dieter Durst                           | Zwitserland Max Hürzeler Ueli Luginbühl                               |
| Tandem               | Tsjecho-Slowakije Ivan Kucirek Pavel Martinek                                         | Bondsrepubliek Duitsland Dieter Giebken Fredy Schmidtke                         | Polen Ryszard Konkolewski Zbigniew Płatek                             |

### Vrouwen
| Onderdeel     | Goud              | Zilver               | Brons              |
| ------------- | ----------------- | -------------------- | ------------------ |
| Achtervolging | Nadezja Kibardina | Tamara Poljakova     | Jeannie Longo      |
| Sprint        | Sheila Young      | Claudine Vierstraete | Claudia Lommatzsch |

## Medaillespiegel
| Plaats | Land                           | Goud | Zilver | Brons | Totaal |
| 1      | Duitse Democratische Republiek | 4    | 1      | 1     | 6      |
| 2      | Sovjet-Unie                    | 2    | 3      | 1     | 6      |
| 3      | Nederland                      | 2    | 0      | 1     | 3      |
| 4      | Australië                      | 1    | 1      | 0     | 2      |
| 4      | Verenigde Staten               | 1    | 1      | 0     | 2      |
| 6      | Japan                          | 1    | 0      | 2     | 3      |
| 7      | Frankrijk                      | 1    | 0      | 1     | 2      |
| 7      | Zwitserland                    | 1    | 0      | 1     | 2      |
| 7      | Tsjecho-Slowakije              | 1    | 0      | 1     | 2      |
| 10     | Bondsrepubliek Duitsland       | 0    | 3      | 2     | 5      |
| 11     | Italië                         | 0    | 2      | 2     | 4      |
| 12     | Denemarken                     | 0    | 1      | 1     | 2      |
| 13     | België                         | 0    | 1      | 0     | 1      |
| 13     | Canada                         | 0    | 1      | 0     | 1      |
| 15     | Polen                          | 0    | 0      | 1     | 1      |
| Totaal | Totaal                         | 14   | 14     | 14    | 42     |